# Ländliche Erzählungen
Ländliche Erzählungen ist ein Buch des deutschen Schriftstellers Arno Schmidt (1914–1979). 1964 zum ersten Mal als Kühe in Halbtrauer veröffentlicht, enthält es zehn in den Jahren zuvor entstandene Erzählungen.

## Erscheinungsweise und Titel der Sammlung
Der Band enthält die folgenden Erzählungen:
1. Windmühlen
2. Der Sonn’ entgegen
3. Schwänze
4. Kühe in Halbtrauer
5. Großer Kain (Erzählung)
6. Kundisches Geschirr
7. ‹Piporakemes!›
8. Die Wasserstraße
9. Die Abenteuer der Sylvester-Nacht
10. Caliban über Setebos

Sechs dieser Erzählungen wurden in den Jahren 1960–1962 in der Studentenzeitschrift konkret veröffentlicht. 1964 erschienen sie im Stahlberg Verlag unter dem Titel Kühe in Halbtrauer, 1987 wurden sie in der Werkausgabe der Arno Schmidt Stiftung im Haffmans Verlag (Bargfelder Ausgabe) unter dem Titel Ländliche Erzählungen veröffentlicht. Die Herausgeber erläutern in der „editorischen Nachbemerkung“: „LÄNDLICHE ERZÄHLUNGEN war einer der von Schmidt in Briefen genannte[n] Arbeitstitel und wurde von ihm auch nach Erscheinen des Sammelbandes in Gesprächen gebraucht. Der Titel KÜHE IN HALBTRAUER schien den Editoren zu sehr verknüpft mit der Reihenfolge der Texte in jenem Band“. Dem Germanisten Wolfgang Albrecht erschien in seiner 1998 erschienenen Einführung in Schmidts Leben und Werk die Umbenennung dagegen „nicht plausibel“. In „jenem Band“, der ersten Buchveröffentlichung der Erzählungen, war die Abfolge der Texte von Arno Schmidt festgelegt worden. In der Bargfelder Ausgabe sind die Texte nach der zeitlichen Abfolge ihrer Entstehung geordnet.

## Rezeption
Arno Schmidt hat die Erzählungen nie als besonders wichtiges Werk hervorgehoben. Er bezeichnete sie beispielsweise als „Possen mit ländlichem Hintergrund“. Auch die Rezensenten mochten dem Buch keine größere Bedeutung einräumen, zwischen den Romanen Kaff, der Karl-May-Studie Sitara und dem 1970 erschienenen Großbuch Zettel’s Traum erschien es eher als Handübung, in der Schmidt Themen, Motive und Stileigentümlichkeiten des späteren Werkes ausprobiert hatte.
Das Buch wurde von Marcel Reich-Ranicki in einer Rezension mit dem Titel Selfmadeworld in Halbtrauer besprochen. Reich-Ranicki wendet „kritische Äußerungen Schmidts über die Werke anderer Schriftsteller“ auf Schmidt selber an und urteilt über Die Gelehrtenrepublik, Kaff und Kühe in Halbtrauer: „Sie verbinden ‚planloses Gequatsch‘ mit ‚tüftelnder Überlegung‘ und bieten die ‚manisch-mechanische Repetition‘ nicht nur der Gestalten, Motive und Situationen, sondern auch der Gags und Tricks, der Witze, Wortspiele und Marotten.“ Respektvoller äußert sich Heinrich Vormweg, der 1973 von der Beschränkung auf die Erlebnisebene „der unmittelbar erfahrbaren Realität“ spricht: „Diese hat Schmidt in dem Erzählungsband […] zu realisieren versucht, und zwar höchst eindringlich. Zustände der Wohlfahrtswelt, ländlich-sittlich filtriert, werden mit sarkastischer und gleichmütiger Genauigkeit nachgesprochen.“ Für Jörg Drews kann der Band „neben dem Roman Kaff auch Mare Crisium (1960) als das bisher einfallsreichste, komplexeste und reifste Werk Schmidts gelten“.
Hans Wollschläger zählt die Ländlichen Erzählungen „unter die besten Arbeiten Schmidts, in die die ganze psychoanalytische Erfahrung, die in ZETTELS TRAUM theoretisiert wurde, bereit[s] praktisch eingegangen war, d. h., sie enthalten große Quanten von Etym-Sprache, die nur freilich als solche nicht gekennzeichnet ist und nur durch analytische Modelle ans Licht gehoben werden kann.“ Die Arno-Schmidt-Forschung um den Bargfelder Boten hat schon frühzeitig Schmidts eigenen Hinweis auf mythologische Themen in der Erzählung Caliban über Setebos zum Anlass genommen, diese und weitere Erzählungen nach Mythos-Anspielungen zu durchsuchen. Gleichzeitig wurden Sigmund Freuds Psychoanalyse, die Schmidt erst seit Januar 1962 kannte, und besonders seine Traumdeutung sowie James Joyce’ Finnegans Wake als wichtige Quellen für Schmidts Textgestaltungen benannt. Erst in den 1980er Jahren setzte sich bei den Lesern und Literaturwissenschaftlern die Einsicht durch, dass es sich bei diesen Geschichten um Rätseltexte handelte, deren Verständnis nur mit einer sorgfältigen und subtilen Analyse zu gewinnen war. Auch zeigte sich mehr und mehr, dass Arno Schmidt seine eigenen Träume als Grund- und Ausgangsmaterial für die Texte verwendet hatte. Weil der Traum sich aber stets mit den wiederkehrenden Grundproblemen des Träumers befasst, war Schmidt gezwungen, wichtige Teile seines Seelenlebens in den Texten offenzulegen. Er entwickelte eine am Muster der Traumarbeit geschulte Ablenkungs- und Verhüllungstechnik, die unter der Verwendung von Verdichtung, Verschiebung, Symbolisierung und sekundärer Bearbeitung (Sigmund Freud) den Anschein schlichter Realitätsdarstellung erzeugte, während es in einem durch assoziative Anspielungen, Wortspiele und stilistische Finessen gebildeten Subtext immer um anderes geht als beim oberflächlichen Lesen zunächst erkennbar ist. Ebenso rufen Schmidts eigenwillige dudenfremde Orthographie und eine große Zahl von Zitaten eine Vielfalt von Perspektiven hervor, die, sofern sie beim Lesen alle mitgedacht werden, das Verstehensvermögen oft weit überfordern.
Arno Schmidt beschreibt das im Bilde der Erfahrungen, die er als Kind mit dem „frühen Rundfunk“ gemacht hat:
„… das war für mich schon als Kind immer an= & aufregend (es ist wohl auch dasselbe?) gewesen, wenn da so, im frühen Rundfunk der Jahre ab 1924, nachts ein halb Dutzend Sender durcheinander maccaronisirten; und wenn man sich sehr zusammennahm, konnte man sie durchaus noch von=einander ‹trennen›: wie der Eine von ‹Tscherna=gorra› räuberwischelte, und sofort das Nebenmännlein hellstimmig widerspruchte: ‹Neenee monnte Näggro!›; (und windsig=unerschütterlich unterstammelten die ganze Scala die Nurzweiwortigen mit ‹Diddidd=dáa=didd: ditt=dáa=dáa=ditt!›).“

## Ausgaben
- Kühe in Halbtrauer. Stahlberg, Karlsruhe 1964; Reprint: S. Fischer, Frankfurt am Main 1985, ISBN 3-10-070615-3.
  - Orpheus. Fischer Taschenbuch, Frankfurt am Main 1970, ISBN 3-436-01283-1 (Teilausgabe).
  - Schwänze. Fischer Taschenbuch, Frankfurt am Main 1976, ISBN 3-596-29115-1 (Teilausgabe).
- Kühe in Halbtrauer. Haffmans, Zürich 1985 (= Zürcher Kassette, Band 8).
- Kaff auch Mare Crisium. Ländliche Erzählungen. Haffmans, Zürich 1987, ISBN 3-251-80010-8 (= Bargfelder Ausgabe, Werkgruppe I, Band 3).

## Hörbuch
- Arno Schmidt: Kühe in Halbtrauer. 10 Audio-CDs, Sprecher: Joachim Kersten, Bernd Rauschenbach, Jan Philipp Reemtsma. Hoffmann und Campe 2009